# Maria Scheffold

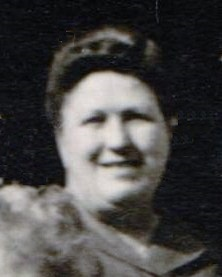
Maria Scheffold, Dahn 1959

Maria Scheffold (* ca. 1912; † 1970) war eine deutsche Schachspielerin.

## Schachliche Erfolge
Maria Scheffold gewann 1955 die württembergische Damenmeisterschaft und erreichte bei der Deutschen Damenmeisterschaft 1956 in Wolfratshausen einen geteilten fünften Platz. Im November 1960 wurde Maria Scheffold in Büdingen Deutsche Meisterin.
Sie nahm an weiteren deutschen Damenmeisterschaften teil:
- 1955 in Krefeld, Siegerin Friedl Rinder
- 1957 in Lindau (Bodensee), Erste Helga Axt
- 1959 in Dahn, Siegerin Friedl Rinder[2]
- 1961 in Wennigsen (Deister), Erste Helga Axt
- 1965 in Wangen im Allgäu, Siegerin Ottilie Stibaner

Sie war Mitglied beim SC Wangen.